# Montgomery Castle
Montgomery Castle (walisisk: Castell Trefaldwyn) er ruinen af en stenborg, der ligger med udsigt over Montgomery i Powys, Mid Wales. Det er en af mange normanniske borge, der liger på grænsen mellem Wales og England.
Dens strategisk vigtige placering i Welsh Marches betød, at den blev ødelagt og genopført flere gange indtil begyndelsen af 1300-tallet, hvor området blev mere fredeligt. Under første engelske borgerkrig var det stedet for en af de største slag i Wales d. 17. september 1644, men murene blev ødelagt efter den anden engelske borgerkrig i 1649 for at forhindre at den blev brugt igen.